# Satkhira
Satkhira (Bengalisch: সাতক্ষীরা, Sātakṣīrā) ist die Distrikthauptstadt des Distriktes Satkhira. Dieser südwestliche Distrikt Bangladeschs ist sehr stark von den zahlreichen Flüssen geprägt, die in den südlich liegenden Golf von Bengalen fließen. In Satkhira leben über 87.000 Einwohner.

## Persönlichkeiten
- Soumya Sarkar (* 1993), Cricketspieler
- Shirin Akter (* 1994), Leichtathletin
- Mustafizur Rahman (* 1995), Cricketspieler